# Palais Salviati (Venise)
Le palais Salviati est un bâtiment civil vénitien situé dans le quartier de Dorsoduro, donnant sur le Grand Canal entre le palais Barbaro Wolkoff et le palais Orio Semitecolo Benzon.

## Histoire
Le bâtiment a été construit comme boutique et atelier de la verrerie Salviati entre 1903 et 1906. La société avait été fondée en 1859 par Antonio Salviati. En 1924, le palais a subi une restructuration majeure, qui a abouti à l'élévation d'un étage et le plaquage d'une grande mosaïque sur la façade.

## Architecture
La façade, plutôt simple, serait dépourvue d'intérêt, si ce n'était de la présence de la grande mosaïque centrale. Le rez de chaussée est dominé par trois grandes arches.